# Birte Pauls

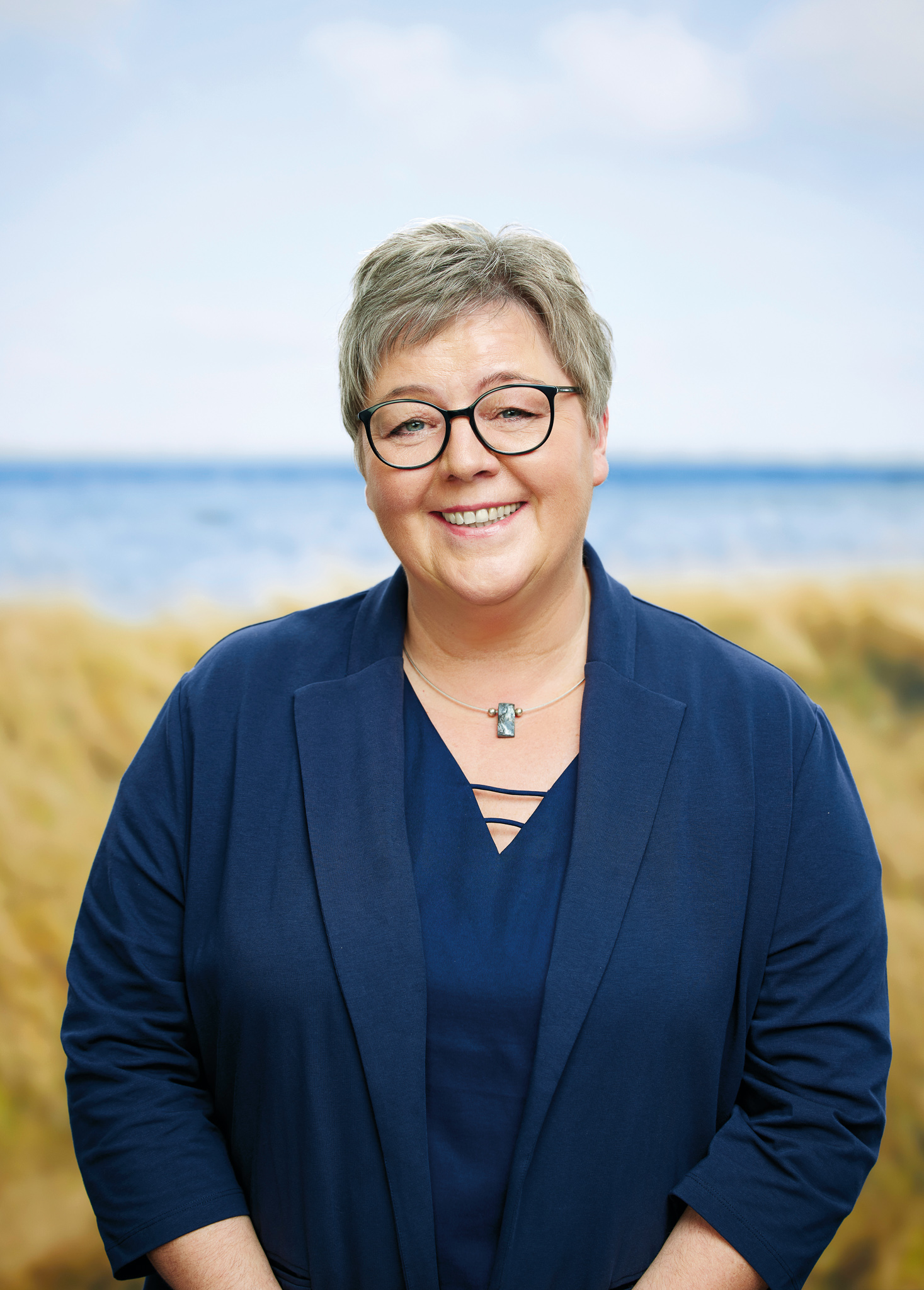
Birte Pauls, 2022

Birte Pauls (* 19. Dezember 1965 in Oersberg) ist eine deutsche Politikerin (SPD) und seit 2009 Abgeordnete des Schleswig-Holsteinischen Landtags.

## Ausbildung und Beruf
Birte Pauls machte nach dem Realschulabschluss in den Jahren 1984 bis 1988 eine Ausbildung als Krankenschwester. 1988 legte sie das Krankenpflegeexamen und 1992 das Fachexamen für Intensivpflege am Martin Luther Krankenhaus (MLK) in Schleswig ab. Von 1993 an arbeitete sie am Copenhagen Heart Center in Kopenhagen in der Herzchirurgie. Im Jahr 1998 übernahm sie die Stationsleitung Internistische Intensivstation des Martin-Luther-Krankenhauses in Schleswig und seit 2001 ist sie Mitarbeiterin des Dansk Sundhedstjeneste for Sydslesvig, der Sozialstation der dänischen Minderheit.

## Politik
Birte Pauls ist seit 1989 Mitglied der SPD und dort Mitglied des Ortsvereinsvorstandes Schleswig (2003 bis 2013 als Vorsitzende), des Kreisvorstandes und von Mai 2005 bis 2017 des Landesvorstandes. Seit 2018 ist sie Kreisvorsitzende der SPD Schleswig-Flensburg.
Kommunalpolitisch war sie Bürgerliches Mitglied der Gemeindevertretung Steinfeld und Bürgerliches Mitglied der SPD-Kreistagsfraktion. Sie war von 2003 bis 2013 Ratsfrau in der Ratsversammlung der Stadt Schleswig, von 2013 bis 2018 bürgerliches Mitglied.
2009 wurde sie über die Landesliste in den Schleswig-Holsteinischen Landtag gewählt. 2012 gelang ihr der Wiedereinzug nicht, allerdings rückte sie bereits in der zweiten Sitzung des Landtags wieder in denselben nach, weil Anette Langner mit ihrer Ernennung zur Staatssekretärin im Ministerium für Soziales, Gesundheit, Familie und Gleichstellung des Landes Schleswig-Holstein aus dem Landtag ausschied. Bei den Landtagswahlen 2017 und 2022 zog sie erneut über die Landesliste der SPD ins Parlament ein. Zudem kandidierte sie 2009, 2012, 2017 und 2022 auch im Landtagswahlkreis Schleswig, unterlag jedoch stets dem CDU-Kandidaten Johannes Callsen.
Pauls politische Schwerpunkte liegen bei den Themen Gesundheit, Pflege, Hospiz, Geburtshilfe, Senioren, Minderheiten, Drogen, Menschen mit Behinderung und der grenzübergreifenden Zusammenarbeit mit Dänemark. Sie ist Mitglied des Sozialausschusses, des Europaausschusses und der drei Minderheitengremien für Fragen der deutschen Sinti und Roma in Schleswig-Holstein, der Friesen und der deutschen Minderheit in Dänemark.
Sie ist gesundheitspolitische, minderheitenpolitische und drogenpolitische Sprecherin der SPD-Landtagsfraktion.

## Privates
Birte Pauls ist verheiratet und Mutter einer Tochter. Sie ist Mitglied bei Ver.di, der AWO, dem DRK, den Johannitern, der evangelischen Kirche, dem Südschleswigschen Verein (SSF), der Holmer Beliebung, dem Förderverein der Freiwilligen Feuerwehr Schleswig, dem Freundeskreis Sankt Johannes Kloster vor Schleswig, dem Förderverein der Kirchenmusik am Schleswiger Dom, dem Speeldeel und dem Freundeskreis Hospizdienst Schleswig. Zudem ist sie Schirmherrin des Fördervereins Palliativmedizin Kiel e.V. und Gründungsmitglied des Vereins „wir pflegen“.